# Daisuke Ichikawa
Daisuke Ichikawa (Shizuoka, 14. svibnja 1980.) bivši je japanski nogometaš.

## Klupska karijera
Igrao je za: Shimizu S-Pulse, Ventforet Kofu, Mito HollyHock i Fujieda MYFC.

## Reprezentativna karijera
Za japansku reprezentaciju igrao je od 1998. do 2002. godine. Odigrao je 10 utakmica.
S japanskom reprezentacijom Daisuke Ichikawa igrao je na jednom svjetskom prvenstvu (2002.).

## Statistika
| Japan  | Japan | Japan |
| Godina | Nas.  | Gol.  |
| ------ | ----- | ----- |
| 1998.  | 1     | 0     |
| 1999.  | 0     | 0     |
| 2000.  | 0     | 0     |
| 2001.  | 0     | 0     |
| 2002.  | 9     | 0     |
| Ukupno | 10    | 0     |

## Vanjske poveznice
- National Football Teams
- Japan National Football Team Database